# Trets
Trets (prononcer [tʁɛts] ou [tʁɛs]) est une commune française située dans le département des Bouches-du-Rhône, en région Provence-Alpes-Côte d'Azur.
Ses habitants sont appelés les Tretsois et les Tretsoises.
La commune se nomme en occitan provençal Tretz selon la norme classique ou Tres selon la norme mistralienne.

## Toponymie
Plusieurs théories existent sur l'origine du nom de Trets. La plupart des noms anciens attestés maintenant cependant le t présent dans la graphie classique Tretz. Ainsi, Mistral tout en écrivant Tres souligne les formes anciennes Castrum de Tretis et Trittis. Ce qui élimine donc tout lien avec le chiffre 3 (qui s'écrit tres dans les deux normes, du latin trēs), qui aurait pu être en être rapproché postérieurement pour donner son blason à 3 anémones à 3 lobes.
Une des hypothèses fait référence à la déesse grecque Tritée, ou Trittia, en lien avec de maigres découvertes archéologiques. Une autre hypothèse rattacherait l'origine de Trets à un peuple celto-ligure, peut-être les Tritolli déjà connus par Pline. Enfin, une troisième hypothèse courante évoque l'installation par Rome d'un entrepôt à blé (triticum en latin).

## Géographie

### Communes limitrophes
Les communes limitrophes sont  Auriol, La Bouilladisse, Nans-les-Pins, Peynier, Pourcieux, Pourrières, Puyloubier, Rousset et Saint-Zacharie.
| Rousset         | Puyloubier | Pourrières (Var)     |
| Peynier         | Trets      | Nans-les-Pins (Var)  |
| La Bouilladisse | Auriol     | Saint-Zacharie (Var) |

### Accès et transports
Chef-lieu de la Haute Vallée de l'Arc, Trets se situe au sud de la Montagne Sainte Victoire, au pied du mont Olympe, dans la vallée de l'Arc. Il faut 25 minutes pour aller à Aix-en-Provence et 45 minutes pour aller à Marseille.

### Relief

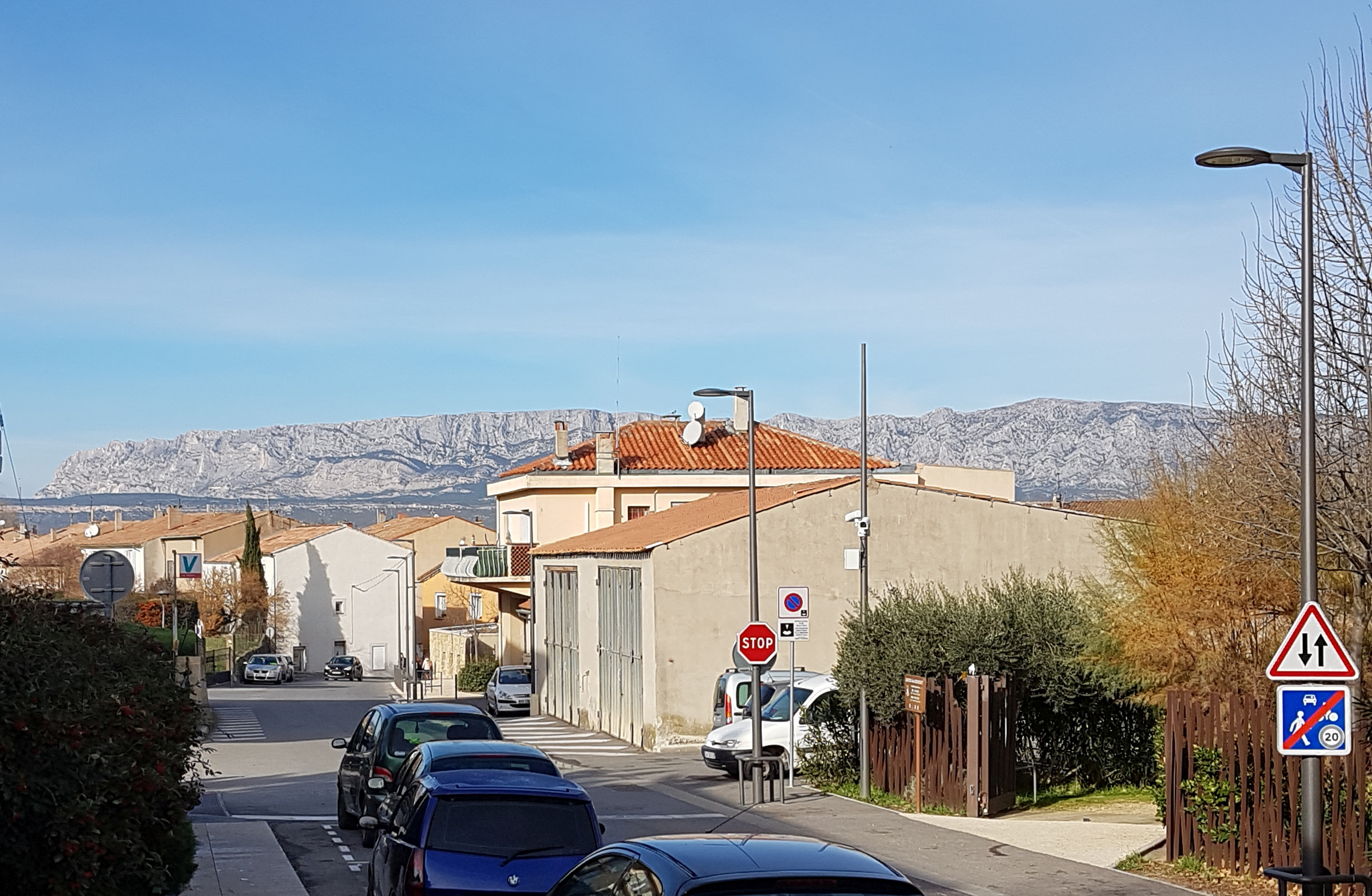
La Montagne Sainte-Victoire vue de la ville.

### Sismicité
Il existe trois zones de sismicité dans les Bouches-du-Rhône :
- faible : concerne la Camargue et l'est du département ;
- modérée : la plupart des communes du département sont en zone modérée ;
- moyenne : concerne une bande frontalière avec le Vaucluse s'étalant d'Aix-en-Provence à Salon.

La commune de Trets est en zone de sismicité faible.

### Hydrographie
L'Arc traverse le nord de la commune et le canal de Provence passe au pied du Mont Olympe.

### Climat
Pour des articles plus généraux, voir Climat de Provence-Alpes-Côte d'Azur et Climat des Bouches-du-Rhône.
En 2010, le climat de la commune est de type climat méditerranéen franc, selon une étude du Centre national de la recherche scientifique s'appuyant sur une série de données couvrant la période 1971-2000. En 2020, Météo-France publie une typologie des climats de la France métropolitaine dans laquelle la commune est exposée à un climat méditerranéen et est dans la région climatique  Provence, Languedoc-Roussillon, caractérisée par une pluviométrie faible en été, un très bon ensoleillement (2 600 h/an), un été chaud (21,5 °C), un air très sec en été, sec en toutes saisons, des vents forts (fréquence de 40 à 50 % de vents > 5 m/s) et peu de brouillards. 
Pour la période 1971-2000, la température annuelle moyenne est de 13,8 °C, avec une amplitude thermique annuelle de 15,9 °C. Le cumul annuel moyen de précipitations est de 698 mm, avec 5,8 jours de précipitations en janvier et 2 jours en juillet. Pour la période 1991-2020, la température moyenne annuelle observée sur la station météorologique installée sur la commune est de 14,1 °C et le cumul annuel moyen de précipitations est de 667,7 mm. 
La température maximale relevée sur cette station est de 44 °C, atteinte le 28 juin 2019 ; la température minimale est de −13 °C, atteinte le 11 février 2012,,. 
| Mois                                  | jan.          | fév.          | mars          | avril           | mai             | juin         | jui.           | août           | sep.           | oct.            | nov.            | déc.          | année    |
| ------------------------------------- | ------------- | ------------- | ------------- | --------------- | --------------- | ------------ | -------------- | -------------- | -------------- | --------------- | --------------- | ------------- | -------- |
| Température minimale moyenne (°C)     | 0,9           | 0,7           | 3,2           | 5,8             | 9,4             | 12,8         | 14,9           | 15             | 12             | 9,2             | 4,8             | 1,7           | 7,5      |
| Température moyenne (°C)              | 6,1           | 6,6           | 9,7           | 12,3            | 16,4            | 20,5         | 23,2           | 23,2           | 19,1           | 15              | 9,9             | 6,7           | 14,1     |
| Température maximale moyenne (°C)     | 11,4          | 12,5          | 16,1          | 18,9            | 23,4            | 28,1         | 31,4           | 31,4           | 26,1           | 20,8            | 15,1            | 11,8          | 20,6     |
| Record de froid (°C) date du record   | −9,7 29.01.05 | −13 11.02.12  | −9,4 02.03.05 | −3,9 22.04.1991 | −0,7 18.05.1991 | 2,7 01.06.06 | 5,7 02.07.1991 | 5,8 30.08.1989 | 1,5 29.09.1993 | −6,2 30.10.1997 | −9 23.11.1998   | −10 30.12.05  | −13 2012 |
| Record de chaleur (°C) date du record | 21 28.01.08   | 23,7 27.02.19 | 25,4 30.03.12 | 28,5 29.04.05   | 34,2 22.05.22   | 44 28.06.19  | 39,7 21.07.22  | 41,4 23.08.23  | 35,2 03.09.16  | 33,1 08.10.23   | 23,8 06.11.1992 | 22,6 30.12.21 | 44 2019  |
| Précipitations (mm)                   | 67            | 42,8          | 44,3          | 67,5            | 50,7            | 38,6         | 19,7           | 30,2           | 75,9           | 79,9            | 91,7            | 59,4          | 667,7    |

| Diagramme climatique                                  |             |             |             |             |              |              |            |            |             |             |             |
| J                                                     | F           | M           | A           | M           | J            | J            | A          | S          | O           | N           | D           |
| 11,40,967                                             | 12,50,742,8 | 16,13,244,3 | 18,95,867,5 | 23,49,450,7 | 28,112,838,6 | 31,414,919,7 | 31,41530,2 | 26,11275,9 | 20,89,279,9 | 15,14,891,7 | 11,81,759,4 |
| Moyennes : • Temp. maxi et mini °C • Précipitation mm |             |             |             |             |              |              |            |            |             |             |             |

Les paramètres climatiques de la commune ont été estimés pour le milieu du siècle (2041-2070) selon différents scénarios d'émission de gaz à effet de serre à partir des nouvelles projections climatiques de référence DRIAS-2020. Ils sont consultables sur un site dédié publié par Météo-France en novembre 2022.

### Prévisions météorologique en locale
La station de Météo Trets Paca en plein centre-ville de Trets permet de connaître en continu l'évolution des indicateurs météorologiques en climatologie urbaine  
| Mois                                  | jan.          | fév.          | mars          | avril           | mai             | juin         | jui.           | août           | sep.           | oct.            | nov.            | déc.          | année    |
| ------------------------------------- | ------------- | ------------- | ------------- | --------------- | --------------- | ------------ | -------------- | -------------- | -------------- | --------------- | --------------- | ------------- | -------- |
| Température minimale moyenne (°C)     | 0,1           | 0,6           | 2,9           | 5,2             | 9,1             | 12,3         | 14,4           | 14,7           | 11,5           | 9               | 4,1             | 1,1           | 7,1      |
| Température moyenne (°C)              | 5,7           | 6,6           | 9,5           | 11,7            | 16,2            | 20           | 22,7           | 22,8           | 18,5           | 14,8            | 9,4             | 6,2           | 13,7     |
| Température maximale moyenne (°C)     | 11,3          | 12,6          | 16,2          | 18,3            | 23,3            | 27,7         | 31             | 31             | 25,5           | 20,5            | 14,8            | 11,4          | 20,3     |
| Record de froid (°C) date du record   | −9,7 29.01.05 | −13 11.02.12  | −9,4 02.03.05 | −3,9 22.04.1991 | −0,7 18.05.1991 | 2,7 01.06.06 | 5,7 02.07.1991 | 5,8 30.08.1989 | 1,5 29.09.1993 | −6,2 30.10.1997 | −9 23.11.1998   | −10 30.12.05  | −13 2012 |
| Record de chaleur (°C) date du record | 21 28.01.08   | 23,7 27.02.19 | 25,4 30.03.12 | 28,5 29.04.05   | 32,9 23.05.09   | 44 28.06.19  | 39,6 31.07.20  | 41,3 01.08.20  | 35,2 03.09.16  | 30,9 03.10.11   | 23,8 06.11.1992 | 22,6 30.12.21 | 44 2019  |
| Précipitations (mm)                   | 71,4          | 41            | 39,4          | 75,6            | 55,3            | 35,6         | 14             | 28,5           | 87,4           | 85,4            | 78,4            | 64,3          | 676,3    |

## Urbanisme

### Typologie
Au 1er janvier 2024, Trets est catégorisée centre urbain intermédiaire, selon la nouvelle grille communale de densité à 7 niveaux définie par l'Insee en 2022.
Elle appartient à l'unité urbaine de Marseille-Aix-en-Provence, une agglomération inter-départementale dont elle est une commune de la banlieue,. Par ailleurs la commune fait partie de l'aire d'attraction de Marseille - Aix-en-Provence, dont elle est une commune de la couronne,. Cette aire, qui regroupe 115 communes, est catégorisée dans les aires de 700 000 habitants ou plus (hors Paris),.

### Occupation des sols
L'occupation des sols de la commune, telle qu'elle ressort de la base de données européenne d’occupation biophysique des sols Corine Land Cover (CLC), est marquée par l'importance des forêts et milieux semi-naturels (53 % en 2018), une proportion identique à celle de 1990 (53 %). La répartition détaillée en 2018 est la suivante : 
milieux à végétation arbustive et/ou herbacée (34,6 %), zones agricoles hétérogènes (20,9 %), forêts (18,4 %), cultures permanentes (13,7 %), terres arables (6,4 %), zones urbanisées (5,3 %), zones industrielles ou commerciales et réseaux de communication (0,7 %). L'évolution de l’occupation des sols de la commune et de ses infrastructures peut être observée sur les différentes représentations cartographiques du territoire : la carte de Cassini (XVIIIe siècle), la carte d'état-major (1820-1866) et les cartes ou photos aériennes de l'IGN pour la période actuelle (1950 à aujourd'hui).

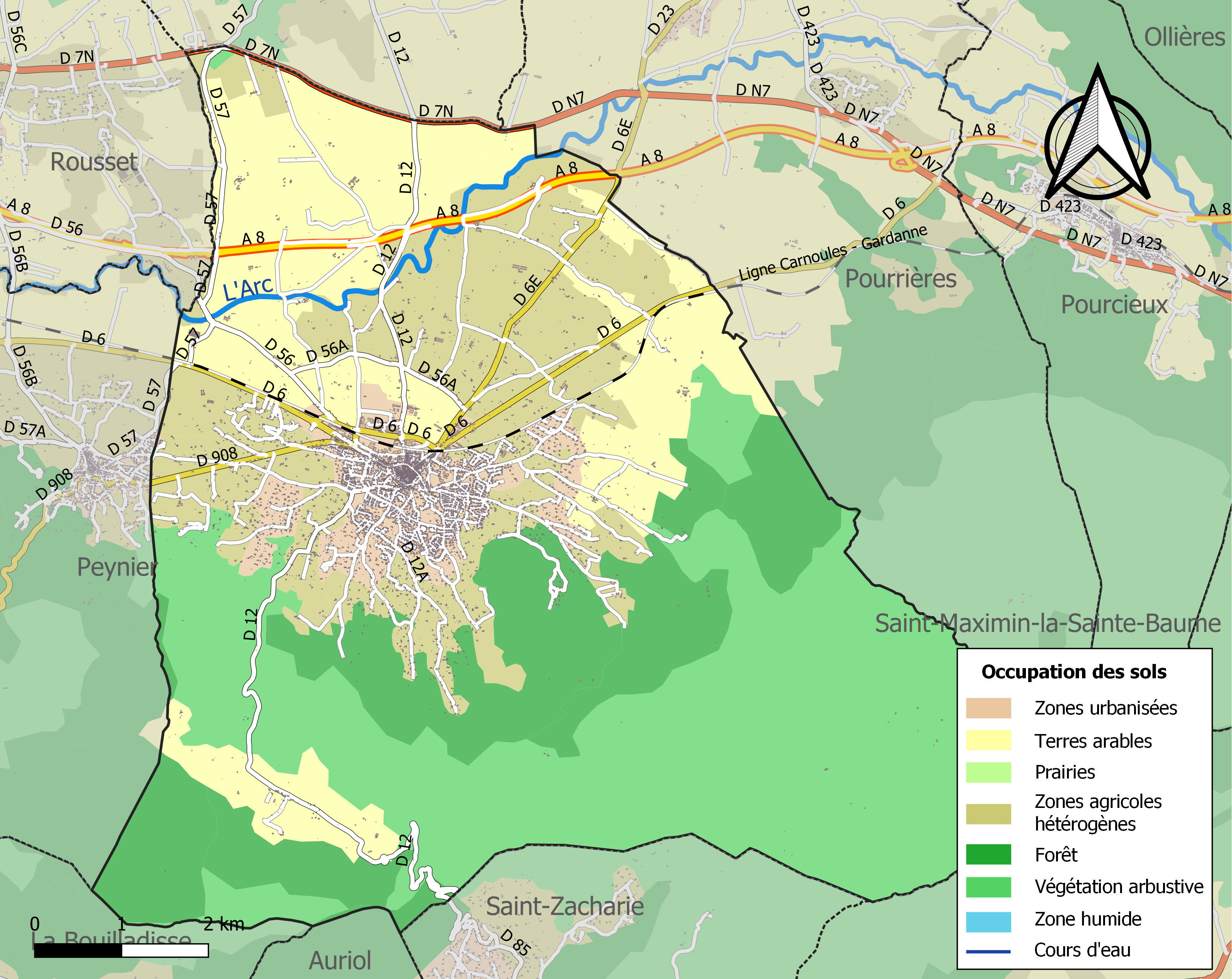
Carte des infrastructures et de l'occupation des sols de la commune en 2018 (CLC).

## Histoire

### Néolithique et Protohistoire
Le territoire de Trets est occupé par l'Homme dès le Néolithique. Plusieurs stations existent sur des monticules naturels dans la plaine de l'Arc. Vers 4000 av. J.-C. (datations selon les dernières découvertes archéologiques à la station de Pierre Longue) se développe le faciès culturel du Chasséen de Trets. En particulier sur le site des Terres-Longues daté de la même période, une opération d'archéologie préventive en 2016 a mis au jour 4500 pièces en obsidienne soit dix fois plus que l'ensemble des objets de cette nature recensés sur tous les autres sites de la région. Les stèles trouvées à la Bastidonne, comme l'ensemble des quelque cinquante stèles ou fragments de stèles du sous-groupe provençal à chevrons, apparaissent comme l'une des plus anciennes manifestations d’art statuaire anthropomorphe de Méditerranée occidentale, entre 3900 et 3600 av. J.-C. environ.
Durant la Protohistoire, plusieurs sites sont occupés, comme la Baume de Onze Heure dans le mont Olympe, ou encore l'oppidum de l'Olympe. Si les populations de l'âge du fer sont très probablement entrées en contact avec les Grecs de Massalia à partir du VIe s. av. J.-C., il n'y a aucune preuve matérielle de la fondation d'une colonie grecque à cette époque à Trets.

### Antiquité et haut Moyen Âge
En 102 av. J.-C., 20 ans après l'arrivée des Romains dans la région, le consul Marius bat les Teutons dans la plaine de l'Arc, entre Aix-en-Provence et Pourrières. Dès le Ier siècle av. J.-C., la Gaule Narbonnaise est romanisée et la civilisation gallo-romaine se développe. Plusieurs villae s'implantent dans la plaine de l'Arc. Ces implantations sont favorisées par la proximité de la via aurelia, qui relie Rome à la Gaule Narbonnaise.
L'Antiquité tardive et le haut Moyen Âge ne laissent que peu de traces. Quelques villae sont réoccupées entre les IVe et VIe siècles. Il faut aussi mentionner la légende de la fondation de l'ermitage de Saint-Jean-du-Puy à cette époque par Cassien, en lieu et place d'un ancien temple païen dédié à Diane, déesse de la chasse.

### Moyen Âge
La ville de Trets apparaît dans l'histoire au Xe siècle. En 950, le roi de Bourgogne-Provence Conrad III dit le Pacifique (937-993) donne le fisc de Trets (curtis Tresia dans le cartulaire de Saint-Victor) à un certain Arlulfe (ou Arnulf). Ce dernier serait le fils du comte viennois Teutebert (ou Thibert), et serait venu en Provence en accompagnant Hugues d'Arles au début du Xe siècle. Après la mort d'Hugues d'Arles en 947, il aurait cherché à renforcer son implantation en Provence, et aurait obtenu la donation du val de Trets, alors propriété royale. Ce fisc s'étend sur toute la haute Vallée de l'Arc, entre la Montagne Sainte Victoire et les Monts Auréliens, Olympe et Régagnas.
Après son installation, Arlulf de Marseille construit un castrum sur les collines qui dominent la ville, aujourd'hui colline de Saint-Michel. Plus tard, le castrum prend le nom de son fondateur : castrum arnulfo (en 1001 et 1051), puis « Château Arnoux ». Cette fortification perchée sur une colline au pied de l'Olympe est le siège du pouvoir seigneurial à Trets. Une chapelle, dédiée à saint Michel, y est consacrée en 1051. Plus bas, dans la plaine, et plus proche des terres cultivables et des voies commerciales, se trouve l'agglomération de Trets à proprement parler, autour de l'église paroissiale Notre-Dame-de-Nazareth, peut-être bâtie à l'emplacement ou non loin d'un établissement antique ou tardo-antique. L'abbaye Saint-Victor de Marseille installe un monastère à l'ouest de cette agglomération vers 1056, année où est consacrée l'église de la Sainte-Trinité.
Les descendants d'Arlulf de Marseille se voient concéder le titre de vicomte de Marseille à la fin du Xe siècle par les comtes de Provence. Ils possèdent alors un immense domaine comprenant 21 communautés entre Sainte-Victoire et La Ciotat, sans compter Marseille, Toulon et leurs possessions de l'est de la Provence. Rapidement, les vicomtes donnent de nombreuses terres aux moines bénédictins de l'abbaye Saint-Victor de Marseille, qui devient l'une des principales puissances de la région, tant du point de vue temporel que spirituel.
À la fin du XIIe ou au début du XIIIe siècle, une branche de la famille vicomtale obtient entre autres le fief de Trets. C'est à cette époque que sont construits les premiers bâtiments du château de Trets, qui sera agrandi plusieurs fois. C'est la construction militaire la plus importante de la haute Vallée de l'Arc au Moyen Âge. Le château possède encore des mâchicoulis et des archères, et était couronné d'une plateforme crénelée.
Au début du XIIIe siècle, Burgondion était seigneur de Trets et d'Ollières. Sa fille, Béatrix, s'unit à Guillaume Féraud de Glandevès. Ils eurent Isnard Feraud de Glandevès, viguier de Marseille (1343), damoiseau puis chevalier, seigneur de Cuers, qui épousa, par contrat du 5 juin 1316, Ermengarde d'Agoult d'Ollières. Au début du XIVe siècle, Reforciat d'Agoult fut coseigneur de Trets. Il avait épousé Raibaude de Caussols. Sa fille Galburge d'Agoult de Sault épousa le seigneur de Cotignac, de Carcès et de Bargême, Foulques de Pontevès.
Guillaume Artaud, seigneur de Saint-André-en Beauchêne, eut de Béatrix de la Roche, dame de Trets, fille de Sibille, dame de Trets et du Revest et de Raimond de Montauban, Raymond de Montauban, viguier de Marseille (1352-1353). Béatrix institua, par testament du 17 juin 1342, ses fils Dragonet et Raymond de Montauban ses héritiers. Raymond devint seigneur de Trets, de Montmaur et du Revest.
Les habitants de Trets forment rapidement une communauté. Cette institution, ancêtre de l'actuelle commune, est connue dès le début du XIIIe siècle, époque où le seigneur Burgondion d'Agoult confirme certains droits et privilèges aux habitants. Les chefs des familles de Trets se réunissent lors de l'assemblée générale de la communauté, pour désigner leurs représentants (syndics puis consuls). C'est à cette époque qu'est fondée la chapelle Saint-Martin de Vidols par les moines hospitaliers de l'ordre de Saint-Jean de Jérusalem, sur la route de Peynier, à l'ouest de la ville. Un faubourg apparaît très vite autour de cette chapelle, et des conflits naissent entre les moines bénédictins du couvent de la Trinité et les Hospitaliers de Saint-Martin. Mais à la fin du Moyen Âge, le faubourg décline et les Hospitaliers délaissent la chapelle.
Au XIVe siècle, la fréquence des guerres et des conflits poussent les habitants à munir la ville d'un rempart. Il est plusieurs fois remanié ou reconstruit. Sur les huit tours et les trois portes qu'il comprenait, il ne reste que quatre tours et les portails de Saint-Jean (également appelé d'Amont ou de Notre-Dame de Nazareth) et de Pourrières. Le portail de Clastre a été démoli au XIXe siècle. Fait exceptionnel, une partie du fossé, large de plusieurs mètres, est encore visible depuis le boulevard Vauban.
En 1363, le pape Urbain V, ancien abbé de Saint-Victor, fonde à Trets un studium (ou collège) pontifical destiné à former des juristes pour les institutions pontificales qui se trouvent alors à Avignon. Le studium accueille très vite une centaine d'étudiants. Mais deux ans plus tard, à la suite d'une épidémie de peste en Basse-Provence, il est transféré à Manosque.
Trets est alors une des villes les plus importantes de Provence. Une communauté juive conséquente y vit également, dans la carreira judaica, laquelle était dotée d'une synagogue. Dans cette carreira judaica, actuelle rue Paul-Bert, une grande maison romane du XIIe ou du XIIIe siècle est encore bien visible, avec trois portes à arcs brisés, et une baie de fenêtres géminées au premier étage. Si la tradition populaire fait de ce bâtiment la synagogue, il semble plutôt que ce soit la maison d'un riche notable de Trets.
La mort de la reine Jeanne Ire ouvre une crise de succession à la tête du comté de Provence, les villes de l’Union d'Aix (1382-1387) soutenant Charles de Duras contre Louis Ier d'Anjou. La dame de Trets, Huguette de Fors, se rallie aux Angevins en 1385, après la mort de Louis Ier.

### Temps modernes
Au XVe siècle, le château d'Arlulfe est définitivement abandonné tant par les seigneurs que par les habitants. Seule y subsiste une cellule d'ermite qui continue à desservir la chapelle Saint-Michel. De même, le faubourg de Saint-Martin disparaît également. Il ne reste plus que la ville de Trets à proprement parler. En 1536, l'empereur Charles Quint envahit la Provence. François Ier, roi de France, n'ayant pas les moyens d'arrêter cette invasion, donne l'ordre de la retraite et demande aux habitants de détruire les récoltes et de vider leurs greniers pour empêcher l'ennemi de se ravitailler. Trets refuse d'obéir à cet ordre. Pour faire exécuter la volonté du roi, le maréchal de Bonneval fait pointer deux pièces d'artillerie sur les remparts. Les soldats pénètrent dans les maisons les unes après les autres, détruisent les récoltes, tuent le bétail, vident les greniers. Lorsque les Autrichiens arrivent, ils mettent le feu à quelques maisons. C'est le sac de Trets, appelé « Bassacagi de Tres ».
En 1590, pendant les guerres de Religion, Trets est de nouveau assiégée. Le seigneur d'Ampus, protestant, campe devant la ville. C'est le seigneur de Carcès, catholique, qui vient délivrer la ville. Les deux armées livrent bataille à Peynier dans la nuit du 29 juillet 1590.
C'est au milieu du XVIe siècle que les derniers descendants des vicomtes de Marseille vendent la baronnie de Trets à Christophe de Foresta, premier maître d'hôtel de François Ier, premier gentilhomme de monseigneur le Dauphin et père de Jean-Augustin de Foresta. Jusqu'au début du XVIIIe siècle, plusieurs coseigneurs se partagent les droits seigneuriaux sur Trets. Ces coseigneurs appartiennent aux familles de Foresta, de Covet ou de Gaufridy. Selon plusieurs historiens, les Gaufridy, barons de Trets, descendraient des vicomtes de Marseille.
Au XVIIe siècle, Trets se relève de ses ruines. Des tanneries et des manufactures de drap se développent et y prospèrent. Christophe Veyrier, sculpteur élève de Pierre Puget, fait ouvrir une carrière de marbre à Saint-Jean-du-Puy. Il est l'auteur du retable en marbre de Carrare de l'église paroissiale Notre-Dame-de-Nazareth.

### Révolution française
À Trets, le comité de surveillance est institué en 1793. Il se recrute en partie chez les simples paysans, parfois illettrés, et son institution marque en quelque sorte l’apogée démocratique de la Révolution. Le comité, chargé de la surveillance de l’application des lois, consacre une grande part de son activité à les lire, les recopier, discuter de leur portée, participant ainsi à la formation politique et démocratique des citoyens.
Trois mines de charbon à ciel ouvert sont recensées en 1793 à Trets. La concession pour une mine souterraine est accordée en 1809 par Napoléon. En 1877, la mine et ses cinq puits sont acquis par la compagnie des mines de la Grande Combe. L'ensemble est agrandi l'année suivante avec l'ouverture de la galerie Saint-Jean. La mine ferme définitivement en 1935.

### Tendances politiques et résultats

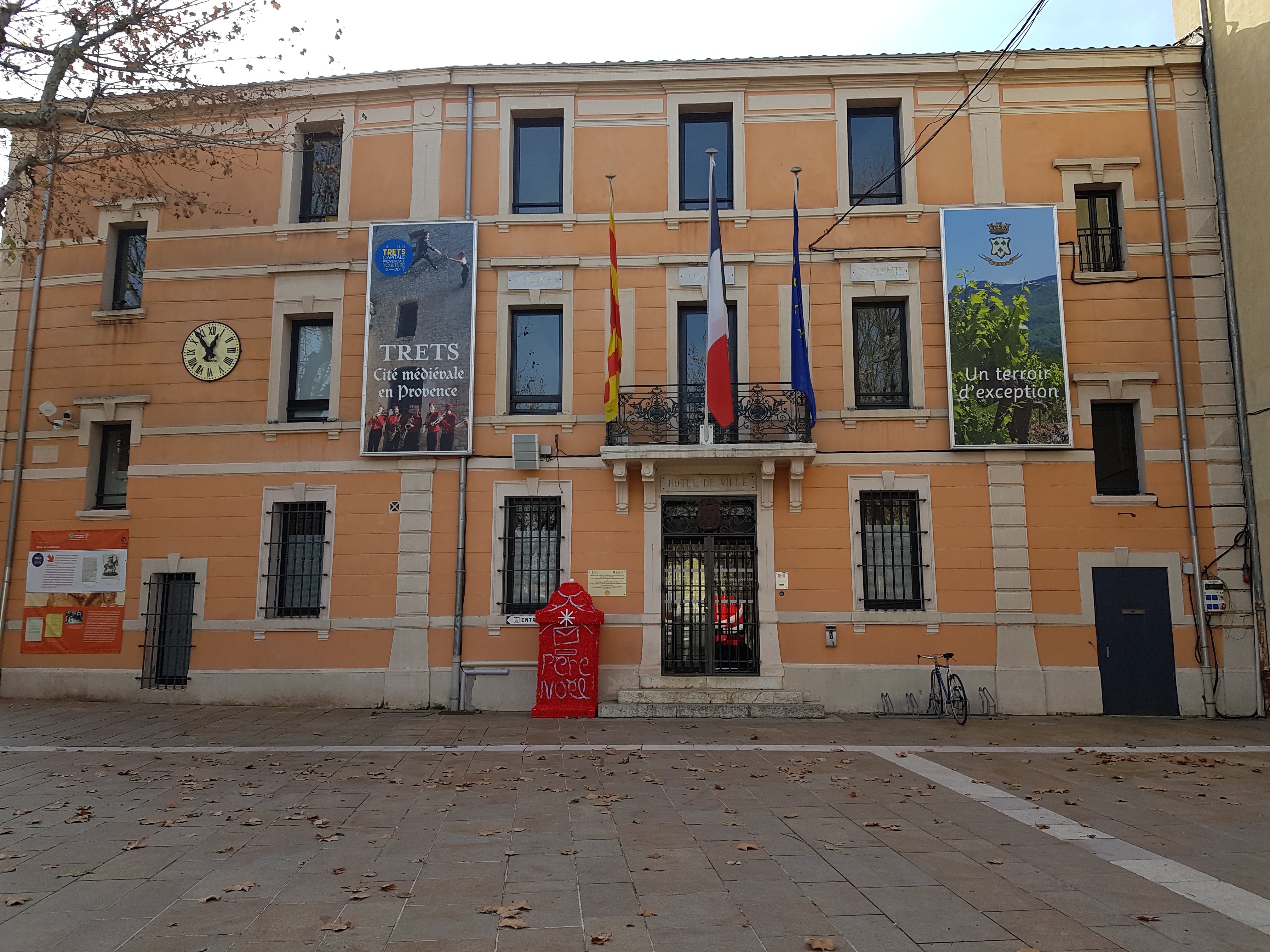
L'hôtel de ville.

## Politique et administration

### Liste des maires
| Période        | Période        | Identité           | Étiquette | Qualité                                                          |
| -------------- | -------------- | ------------------ | --------- | ---------------------------------------------------------------- |
| 1909           | ?              | Barthélemy Aubert  |           | Conseiller d'arrondissement du canton de Trets (1913-?)          |
| Mars 1971      | Mars 1989      | Jean Feraud        |           |                                                                  |
| Mars 1989      | Septembre 1997 | Loic Fauchon       |           |                                                                  |
| Septembre 1997 | Mars 2008      | Roger Tassy        | PS        | Conseiller général du canton de Trets (2004-2015)                |
| Mars 2008      | Juillet 2020   | Jean-Claude Feraud | UMP-LR    | Médecin, conseiller départemental du canton de Trets depuis 2015 |
| Juillet 2020   | En cours       | Pascal Chauvin     | DVD       |                                                                  |

### Intercommunalité
Communauté d'agglomération du pays d'Aix (CPA).

### Jumelages
- Aghavnadzor (Vayots Dzor) (Arménie) depuis 2011[34].

## Population et société

### Démographie
L'évolution du nombre d'habitants est connue à travers les recensements de la population effectués dans la commune depuis 1793. Pour les communes de plus de 10 000 habitants les recensements ont lieu chaque année à la suite d'une enquête par sondage auprès d'un échantillon d'adresses représentant 8 % de leurs logements, contrairement aux autres communes qui ont un recensement réel tous les cinq ans,.

En 2022, la commune comptait 10 933 habitants, en évolution de +0,13 % par rapport à 2016 (Bouches-du-Rhône : +2,48 %, France hors Mayotte : +2,11 %).
| 1793  | 1800  | 1806  | 1821  | 1831  | 1836  | 1841  | 1846  | 1851  |
| ----- | ----- | ----- | ----- | ----- | ----- | ----- | ----- | ----- |
| 2 650 | 2 717 | 2 483 | 2 634 | 3 014 | 3 010 | 3 039 | 3 028 | 2 656 |

| 1856  | 1861  | 1866  | 1872  | 1876  | 1881  | 1886  | 1891  | 1896  |
| ----- | ----- | ----- | ----- | ----- | ----- | ----- | ----- | ----- |
| 2 890 | 2 910 | 2 859 | 2 794 | 3 285 | 2 986 | 2 821 | 2 595 | 2 518 |

| 1901  | 1906  | 1911  | 1921  | 1926  | 1931  | 1936  | 1946  | 1954  |
| ----- | ----- | ----- | ----- | ----- | ----- | ----- | ----- | ----- |
| 2 722 | 2 710 | 2 659 | 2 712 | 2 965 | 2 903 | 2 624 | 2 553 | 2 640 |

| 1962  | 1968  | 1975  | 1982  | 1990  | 1999  | 2006   | 2011   | 2016   |
| ----- | ----- | ----- | ----- | ----- | ----- | ------ | ------ | ------ |
| 2 957 | 3 250 | 3 674 | 4 735 | 7 900 | 9 314 | 10 033 | 10 220 | 10 919 |

| 2021   | 2022   | - | - | - | - | - | - | - |
| ------ | ------ | - | - | - | - | - | - | - |
| 10 678 | 10 933 | - | - | - | - | - | - | - |

### Sports
On trouve sur la commune plusieurs clubs de sport comme : judo, handball, BMX, boxe, rugby, gymnastique, football, badminton...
La commune de Trets propose de nombreux équipements sportifs récents situés essentiellement sur le complexe sportif de la Gardi avec plusieurs terrains de football et rugby en pelouse et en synthétique, un gymnase de 1 500 m2, une piste de bicross pour la pratique du BMX, une salle multi-activités pouvant accueillir différentes disciplines telles que la gymnastique, la boxe et l'éducation physique ainsi qu'une halle de tennis avec terrain de tennis et terrains de padel. Ce complexe compte également un dojo pour la pratique des arts martiaux.
Trets bénéficie également d'un boulodrome et d'une piscine intercommunale ouverte de juin à septembre.
Plusieurs centres équestres sont implantés sur la commune.
De nombreux sentiers de randonnées pédestres se trouvent également sur la commune.

### Enseignement
Trois écoles maternelles :
- Les Colombes
- Sainte-Anne
- Saint-Jean[38]

Quatre écoles élémentaires :
- Edmond-Brun
- Jean-Moulin[39]
- Saint-Jean[40]
- Victor-Hugo[41]

Circonscription de Trets : École Jean-Moulin - avenue Fernand-Chauvin.
Un collège : Les Hauts-de-l'Arc.

### Santé
Une permanence médicale d'urgence et de médecine générale est installée au centre-ville de Trets - place Nelson-Mandela - 15 bis avenue Mirabeau.
Elle est ouverte 7/7 jours de 9 h à 22 h sans rendez-vous.

### Cultes et religions
- Trets appartient à l'unité pastorale des Monts Auréliens Sainte Victoire.
- Le siège européen du centre du mouvement bouddhiste Sōka Gakkai est à Trets.

### Manifestations culturelles et festivités
(septembre 2010).
La commune de Trets bénéficie du label "Capitale Provençale de la Culture" pour l'année 2017. Attribué pour la première fois par le Département des Bouches-du-Rhône, ce label conforte à la fois la programmation existante par de nouveaux moyens et partenariats mais apporte également de nouveaux événements, notamment dans les domaines du spectacle jeune public, du patrimoine et de la musique. Au total, la « Capitale Provençale de la Culture » à Trets est constituée, pour l’année 2017, de 42 événements, dont 13 nouvelles manifestations.
- Marché tous les mercredis matin

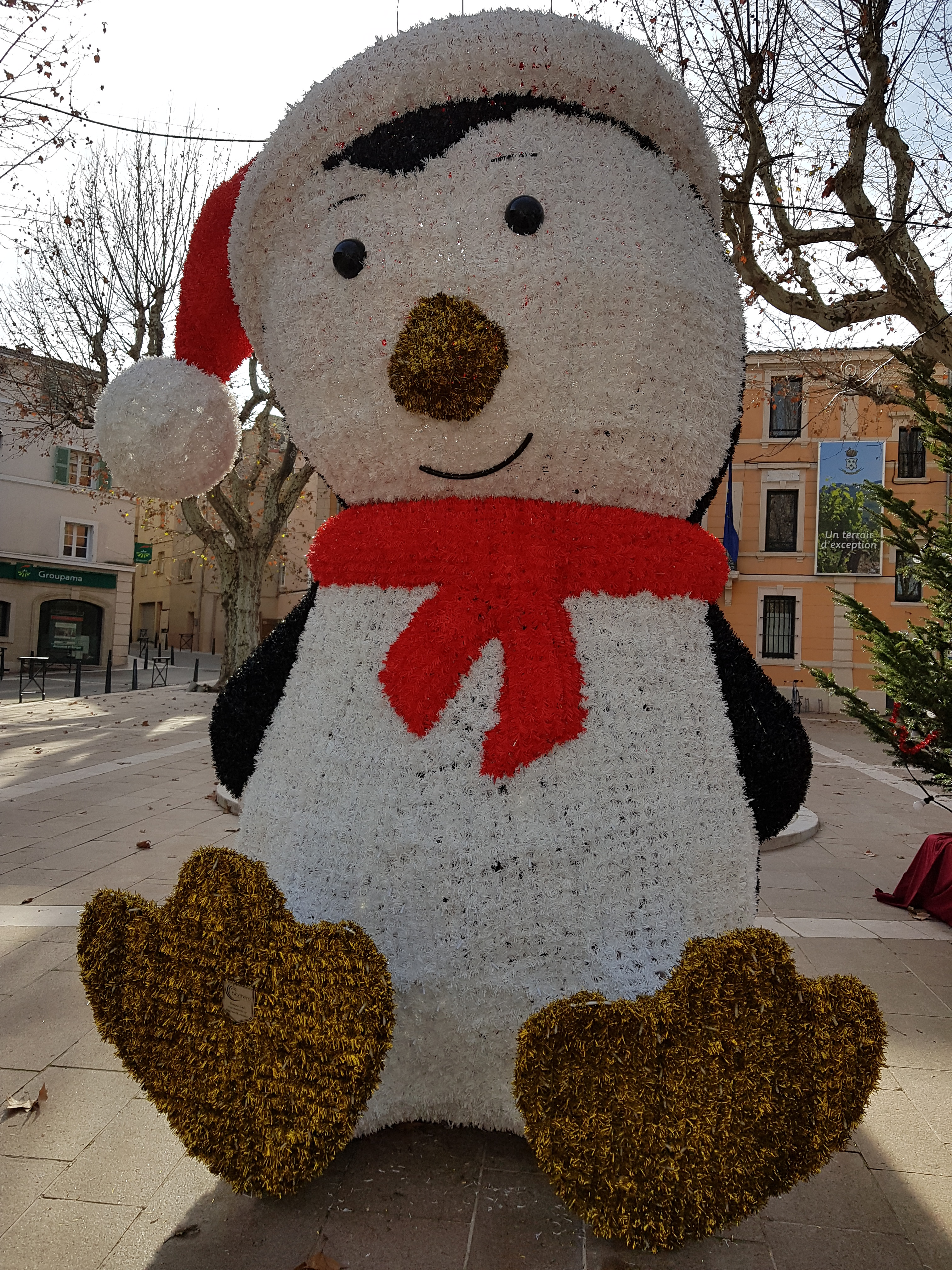
Un pingouin pour les fêtes du bout d'an.

- Salon de la Gastronomie début septembre
- Marché « paysan » le samedi matin d'avril à septembre
- Foire de Printemps à la mi-mars (en général le deuxième week-end de mars)
- Pèlerinage à Saint-Jean-du-Puy le 1er mai
- Fête de la musique au village de Trets le 21 juin
- Fête et feu de la Saint-Jean le 23 juin
- Messe des Petits Saint Jean le 24 juin
- Festival de musique classique et jazz Les Nocturnes Sainte-Victoire[44]
- Foire à la brocante au mois de juillet
- Cavalcade Saint-Eloi le 14 juillet
- Messe de la nuit de Noël avec procession aux flambeaux

### Personnalités liées à la commune
- Raimbaud de Reillanne, archevêque d'Arles ;
- Raymond Geoffroy, fils du seigneur Burgondion Ier et de Mabile d'Agoult, ministre général de l'ordre des Frères mineurs de 1289 à 1295.
- Bertrand Bezaudun, archevêque de Gênes de 1349 à 1358 ;
- Jean-François Gaufridi, chevalier, baron de Trets, conseiller au parlement de Provence, auteur d'une Histoire de Provence parue à Aix en 1694.
- Christophe Veyrier, né le 26 janvier 1637 à Trets, décédé en juin 1689 (sculpteur), neveu et élève de Pierre Puget ;
- Jean-Jacques Clérion, né en 1639 à Trets, décédé à Paris le 28 août 1714 (sculpteur du roi) ;
- Jean-Baptiste Cadry (1680-1736) prêtre et théologien ;
- Victor Valérian, né le 29 mai 1854 à Trets, docteur en médecine de la Faculté de Paris, médecin de l'hôpital et du dispensaire de Salon-de-Provence ;
- Urbain Dubois, né le 26 mai 1818  à Trets, décédé le 14 mars 1901 à Nice, cuisinier du roi de Prusse. Il a publié La cuisine classique, puis École des cuisinières en 1869 ;
- Marius Chaillan (1858-1937) auteur du livre Recherches archéologiques, historiques sur Trets et sa vallée en 1893, et de divers ouvrages scientifiques portant sur l'histoire et l'archéologie provençale ;
- Eugène Roumagoux, médecin, conseiller général du canton de Bonnieux ancien député maire d'Oppède, né dans la commune en 1877.
- Fernand Chauvin, instituteur et directeur d'école, a écrit en 1958 un livre documentaire : Trets et sa région.
- Marius Jatteaux, né le 22 juillet 1906 à Trets, triple champion de France sur 10 000 mètres 1930,1931,1932.
- Malou Khebizi, née en 2003, actrice franco-algérienne, a vécu une bonne partie de son enfance à Trets.

### Viticulture
La commune de Trets fait partie de la zone d'appellation Côtes-de-provence Sainte-Victoire.

### Commerces et artisanat
La commune de Trets compte de nombreux commerces implantés en centre-ville, une zone commerciale et artisanale en plein développement à La Burlière, en périphérie et une zone commerciale et artisanale route de Gardanne.

### Héraldique
| Armes de Trets | Les armes peuvent se blasonner ainsi : D'argent à trois trèfles de sinople, disposés 2 et 1. |

## Culture et patrimoine

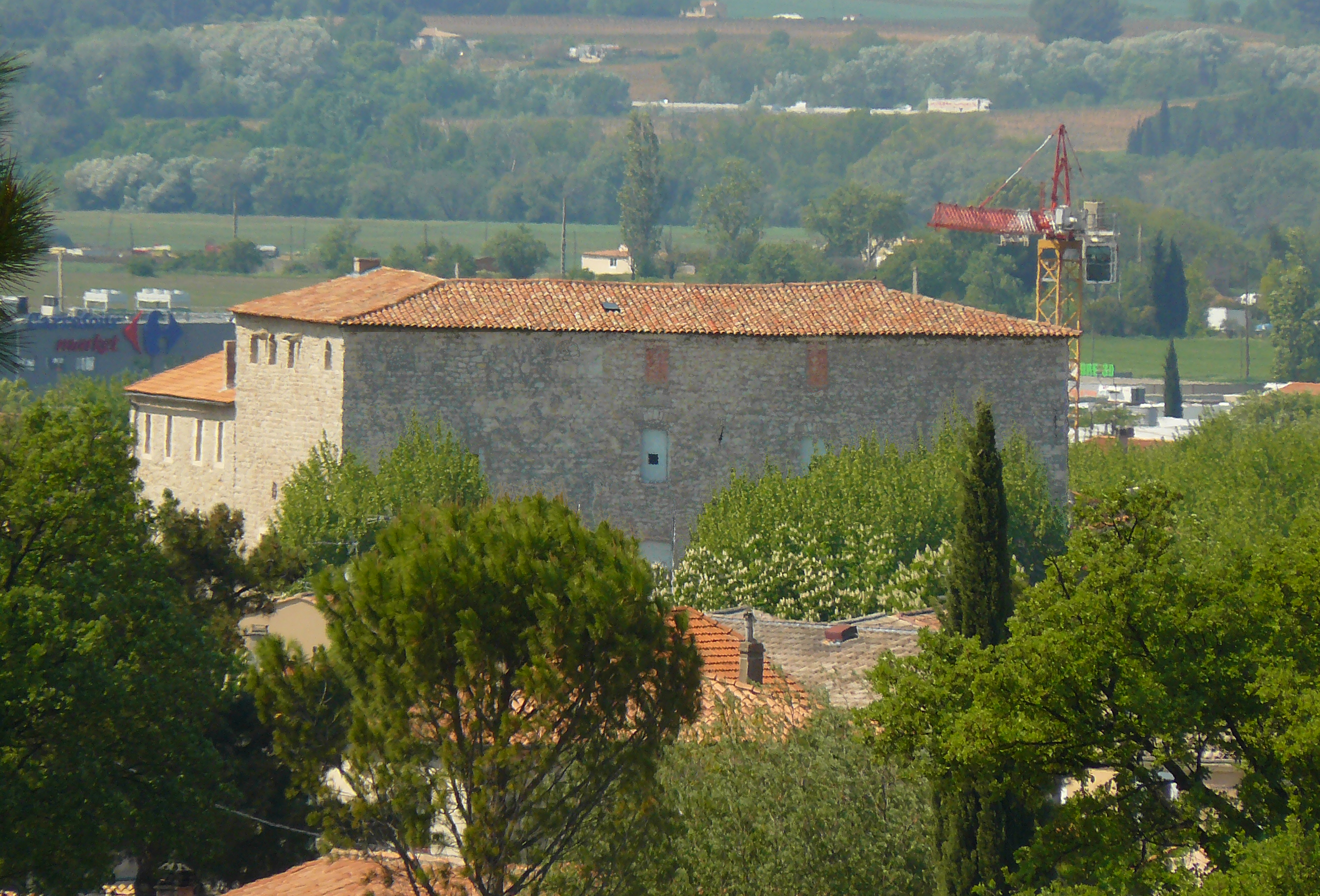
Le château féodal.

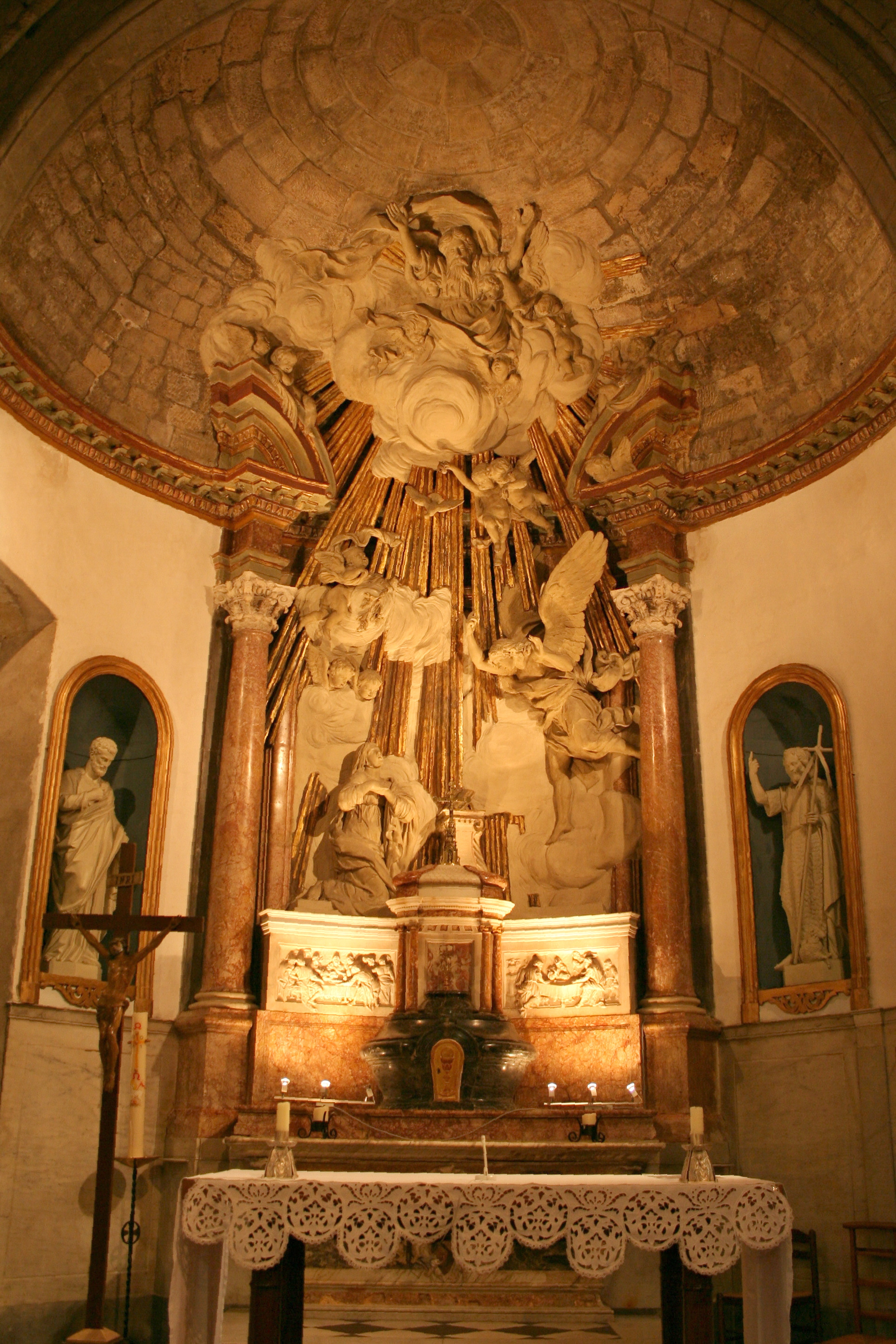
Autel de l'église Notre-Dame-de-Nazareth, sculptures de Christophe Veyrier.

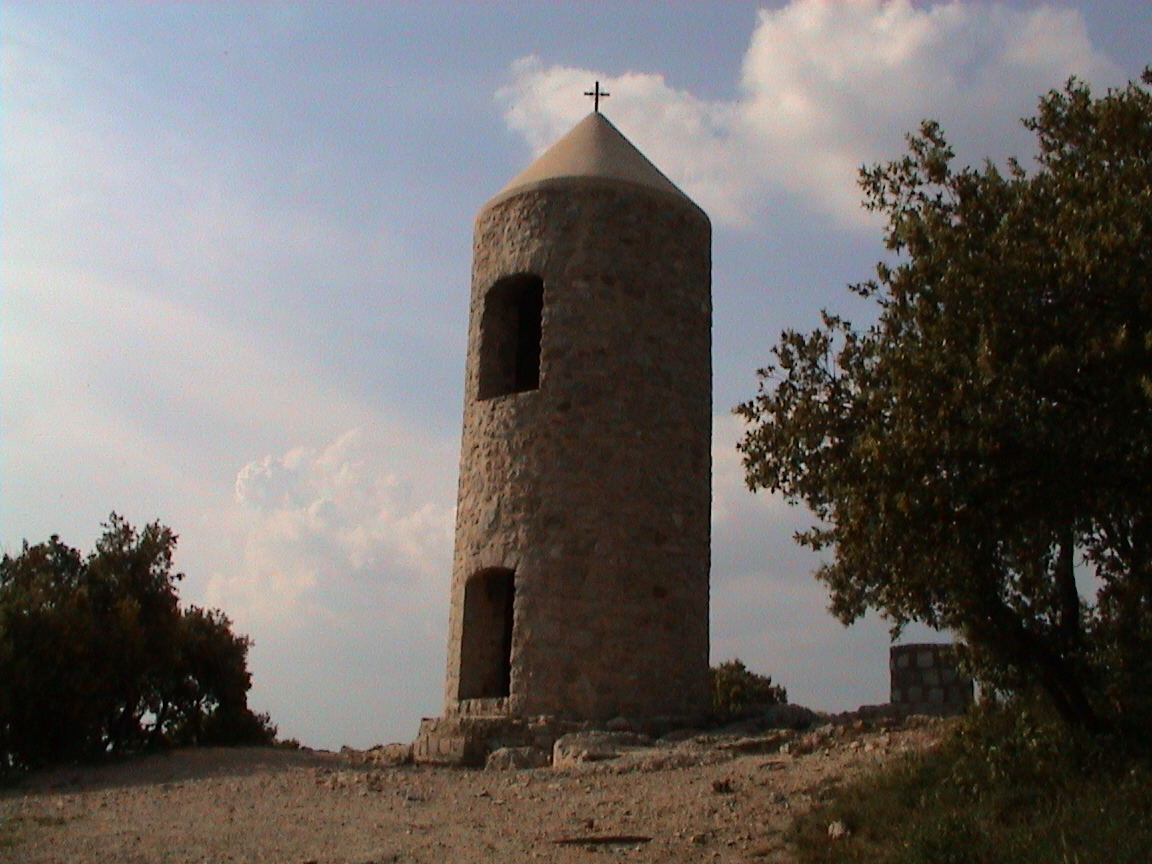
Tour de l'ermitage de Saint-Jean-du-Puy.

### Le château féodal
Construit vraisemblablement au XIIIe siècle par les descendants des vicomtes de Marseille, et plusieurs fois agrandi, il conserve des mâchicoulis, des meurtrières, un escalier avec rampe en pierre de taille du XVIIe siècle, des plafonds peints à la française, et une cheminée baroque décorée de gypseries.

### Les remparts
Datés du XIVe siècle, ils comportaient à l'origine huit tours (carrées pour la plupart), trois portes fortifiées (de Pourrières, d'Amont et de Clastre), et étaient entourés de larges fossés sans eaux, franchis au niveau des portes par des terre-pleins ou des ponts-levis.

### L'église Notre-Dame-de-Nazareth
Cette église paroissiale a été édifiée au XIe ou XIIe siècle. La nef principale est romane, et le chevet polygonal est orné d'une frise lombarde avec des corbeaux sculptés (formes géométriques ou figures anthropomorphes ou animales). En 1362, les héritiers de Bertrand Bezaudun, archevêque de Gènes, font édifier une chapelle (aujourd'hui dédiée à saint Jean) dans le style gothique. Le clocher est construit par-dessus cette chapelle entre la fin du XVe siècle et 1520. Au XVIIe siècle, une nouvelle chapelle latérale est construite, puis la façade à fronton est aménagée au XVIIIe siècle. Une partie du mobilier est classée depuis 1911 et 1914. L'édifice est classé depuis 1945.

### CastrumSaint-Michel et l'ancien village
Le castrum Saint-Michel, dit château d'Arlulfe ou Château-Arnoux (castrum arnulfo/castrum Arnulfi en latin), encore Castellar est l'ancien château fort, datant du début du XIe siècle, installé au pied du Mont Olympe, autour duquel s'est développé le premier village de Trets. Le site est abandonné au début du XIVe siècle.

### La chapelle de Saint-Jean-du-Puy
Elle se trouve dans la chaîne des monts Auréliens, Olympe et Regagnas, sur une colline qui culmine à 658 m d'altitude. L'ermitage aurait été fondé en 412 par saint Jean Cassien. Au Moyen Âge, il appartient à l'abbaye Saint-Victor de Marseille, et les habitants de Saint-Zacharie y établissent une autre chapelle, dédiée à sainte Élisabeth. Il ne subsiste de cette dernière que la voûte. Au sommet de la colline se trouve un clocher.

### La maison seigneuriale
Longtemps considéré comme une ancienne synagogue, il s'avère qu'après plusieurs expertises, ce bâtiment est en fait une ancienne maison seigneuriale.
Inscrite à l'inventaire supplémentaire des monuments historiques depuis 1926, il s'agit d'une riche maison romane du XIIIe siècle, dont la façade est construite en pierre de taille. La façade initiale comportait une porte cochère et une porte piétonne, toutes deux munies d'un arc brisé. À l'étage se trouvait une galerie de fenêtres géminées à arcs en plein cintre avec colonnettes de marbre blanc. Au XVIe siècle, cette galerie est remplacée par des fenêtres à croisée, qui ont presque entièrement disparu aujourd'hui. Cette maison se trouve dans l'ancien quartier juif, c'est la raison pour laquelle on a longtemps pensé que c'était une ancienne synagogue.

### Autres lieux patrimoniaux
- La place Pailheret : ancienne place du marché et ancien cœur de la ville médiévale. Une des maisons possède encore un encorbellement typique du Moyen Âge. D'autres maisons ont également été construites sur des arcs jetés au-dessus des rues, formant ainsi des porches.
- La mairie est installée dans les anciens bâtiments du monastère bénédictin de l'abbaye Saint-Victor-de-Marseille, qui y avait fondé une église dédiée à la Sainte-Trinité en 1056.
- Le couvent des Minimes, bâti au XVIIe siècle.
- La chapelle romane Sainte-Catherine (propriété privée) en ruine se dresse sur la route de Pourrières au quartier Sainte-Catherine[48].
- La médiathèque occupe le bâtiment de l'ancienne mine de Trets[49].
- La mairie annexe se situe dans l'ancien bâtiment du carreau de la mine[33].
- L'ancienne "synagogue"[48].
- La chapelle Saint-Jean-du-Puy, ancien l'ermitage[48].
- Les vestiges de la chapelle Sainte-Elisabeth sur le site de Saint-Jean du Puy l'Ermitage[48].
- La chapelle Sainte-Cécile[48].
- La chapelle Saint-Michel[48].
- La chapelle Saint-Martin de Vidoles[48].
- La chapelle de Valvenne[48].

## Films liés à la commune
- Nos amis les flics, film français réalisé par Bob Swaim, sorti en 2004 ;
- Le miroir de l'eau, série française réalisée par Edwin Baily, sortie en 2004 ;
- Le Voyage à Biarritz, film français réalisé par Gilles Grangier avec Fernandel, sorti en 1963 ;
- Trets en Provence, film de Yann Arthus-Bertrand.